# Дикхачои, Кахишо
Кахи́шо Дикха́чои (тсвана Kagisho Dikgacoi, [kaχísʰo diqχák͡ǀoi], Кахисхо Дикхацъои, англ. [kəˈhiːsoʊ dɪˈkækɔɪ]; 24 ноября 1984, Брандфорт, ЮАР) — южноафриканский футболист, полузащитник. Выступал за сборную ЮАР.

## Биография

### Клубная карьера
Дикхачои начал свою карьеру в местном клубе «Кардифф Сперс».
4 августа 2009 года Дикхачои объявил, что достиг договорённости о заключении контракта с английским клубом «Фулхэм» после удачного испытательного периода. Сделка была окончательно оформлена 24 августа 2009 года после того, как Дикхачои получил разрешение на работу в Великобритании. В период оформления разрешения на работу Кахишо тренировался со своим бывшим клубом «Голден Эрроуз», чтобы поддерживать себя в хорошей форме. Он дебютировал в мачте против клуба «Вест Хэм Юнайтед» и был удалён с поля на 41-й минуте матча за удар Скотта Паркера.

### Карьера в сборной
Дебютировал 27 мая 2007 года в матче Кубка КОСАФА против сборной Маврикия. Первые два гола забил 7 июня 2008 года в матче отборочного турнира чемпионата мира против сборной Экваториальной Гвинеи, который закончился со счётом 4:1. Он также был включён в состав сборной ЮАР на Кубке африканских наций 2008 и Кубке конфедераций 2009.

#### Голы
| № | Дата        | Место              | Соперник              | Счёт  | Итог  | Соревнование                           |
| - | ----------- | ------------------ | --------------------- | ----- | ----- | -------------------------------------- |
| 1 | 7 июня 2008 | Аттериджвилль, ЮАР | Экваториальная Гвинея | 1 : 0 | 4 : 1 | Отборочный турнир Чемпионата мира 2010 |
| 2 | 7 июня 2008 | Аттериджвилль, ЮАР | Экваториальная Гвинея | 4 : 1 | 4 : 1 | Отборочный турнир Чемпионата мира 2010 |